# Dapanoptera gressittiana
Dapanoptera gressittiana är en tvåvingeart som först beskrevs av Alexander 1962.  Dapanoptera gressittiana ingår i släktet Dapanoptera och familjen småharkrankar. Inga underarter finns listade i Catalogue of Life.